# 嘉義客運北港站
嘉義客運北港站是嘉義客運設於雲林縣北港鎮文化路89號的服務站，源自於日本時代北港在地巴士業者「合興自動車株式會社」所設置之營業所，創辦人為蔡清山，後北港地區之巴士業者與嘉義市及朴子地區之業者合併成嘉義客運，本站遂成為嘉義客運北港站。本車站位於北港鎮商業區內，可經由此站前往雲林縣虎尾地區之土庫、北港地區之其他鄉鎮(水林、台西、東勢、口湖、四湖、元長)、嘉義都會區之嘉義市、民雄、太保、高鐵嘉義站、嘉義山線地區之新港、海線地區之朴子、六腳等地，為北港地區最重要的轉運中心、嘉義客運轄下站體最大的客運場站、嘉義客運轄下唯一擁有附屬大客車停車場的客運場站等擁有多項重要指標之轉運站，也是嘉義客運主要配置金旅低床無障礙巴士之車輛基地。

## 場站月台

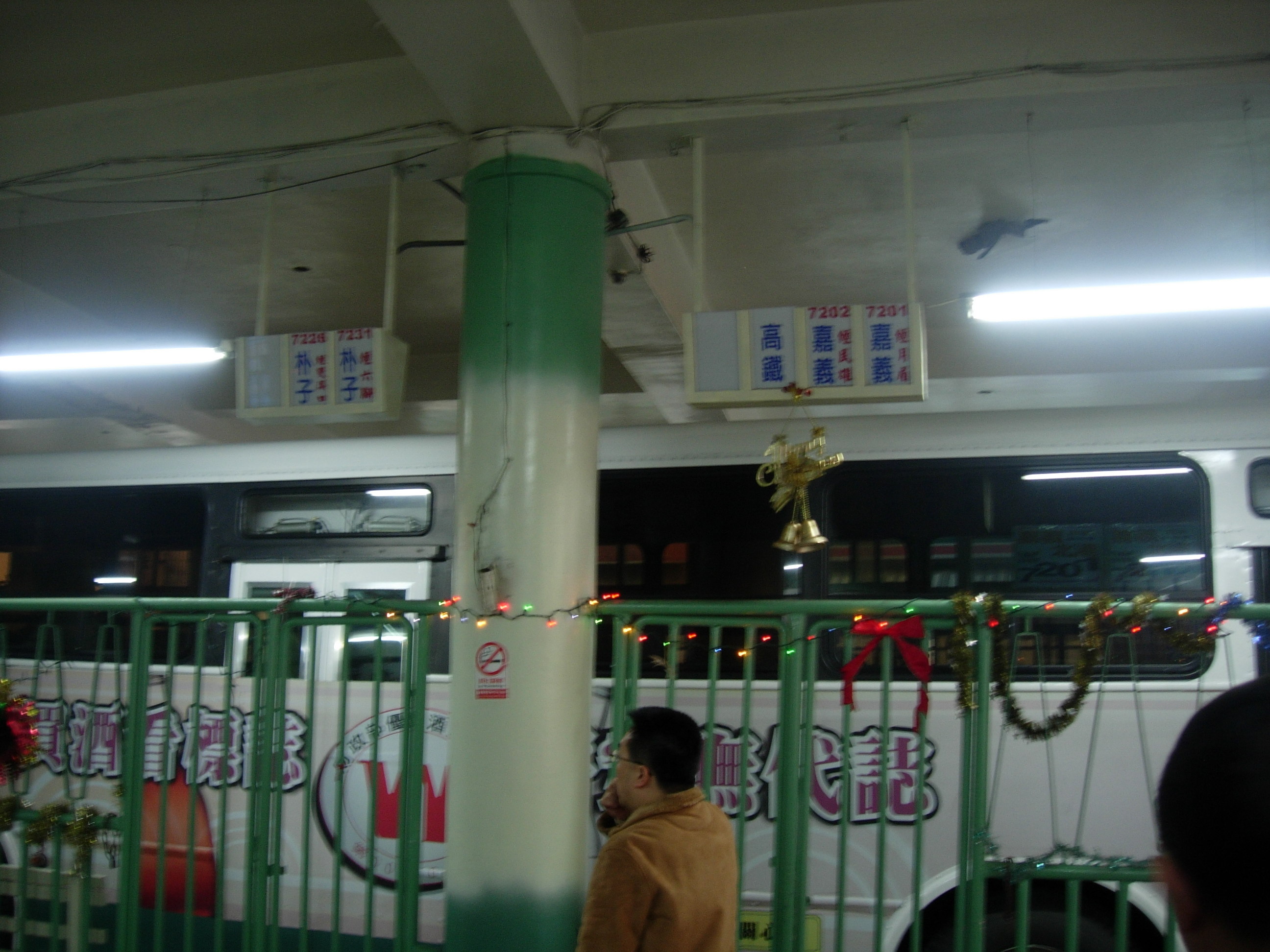
北港站月台

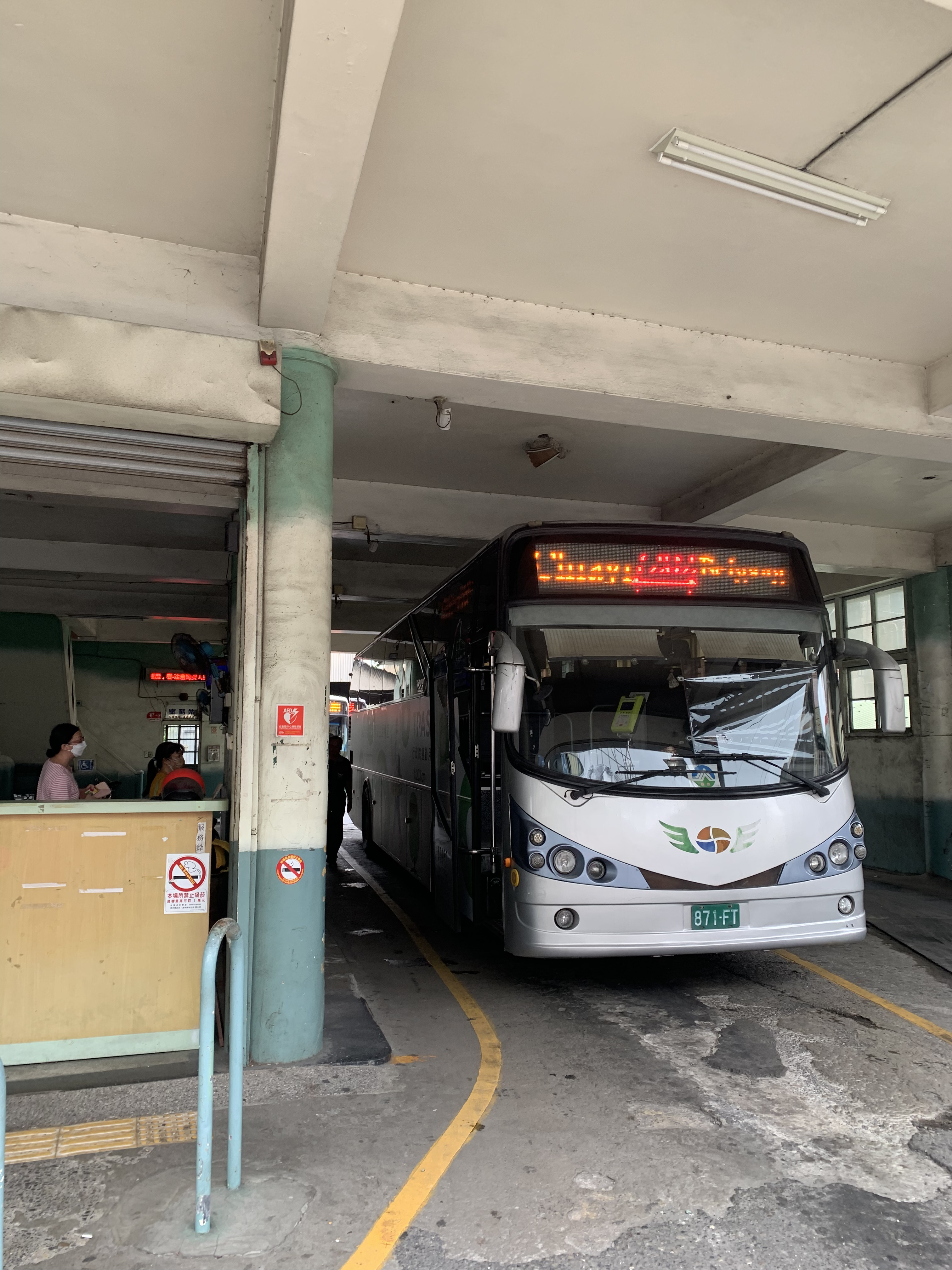
北港站準備出發的班車

北港站有一處服務室，提供旅客票務及時刻資訊。
月台指示牌分別如下：
| 7201 | 嘉義經由月眉 |
| 7202 | 嘉義經由民雄 |
| 7235 | 高鐵嘉義站   |

| 7231 | 朴子經由六腳 |

| 7220 | 東勢厝           |
| 7221 | 台西             |
| 7222 | 三條崙經由箔子寮 |

| 7219 | 土庫經由內寮      |
| 7223 | 金湖延駛台子村    |
| 7224 | 宜梧經由蔦松 水井 |

## 路線[2]
| 編號 | 經營業者 | 區間             | 備註                                     |
| ---- | -------- | ---------------- | ---------------------------------------- |
| 7201 | 嘉義客運 | 嘉義－北港       | 經由新港月眉潭；部分低底盤無障礙公車行駛 |
| 7202 | 嘉義客運 | 嘉義－北港       | 經由民雄；部分低底盤無障礙公車行駛       |
| 7219 | 嘉義客運 | 北港－土庫       | 經由內寮                                 |
| 7220 | 嘉義客運 | 北港－東勢厝     | 經由溪底                                 |
| 7221 | 嘉義客運 | 北港－台西       | 經由三條崙                               |
| 7222 | 嘉義客運 | 北港－三條崙     | 經由箔仔寮                               |
| 7223 | 嘉義客運 | 北港－金湖       | 經由台仔村；部分低底盤無障礙公車行駛     |
| 7224 | 嘉義客運 | 北港－宜梧       | 經由水林；部分低底盤無障礙公車行駛       |
| 7231 | 嘉義客運 | 北港－朴子       | 經由六腳                                 |
| 7235 | 嘉義客運 | 北港－高鐵嘉義站 | 經由六腳 ；部分低底盤無障礙公車行駛      |

## 時刻班次

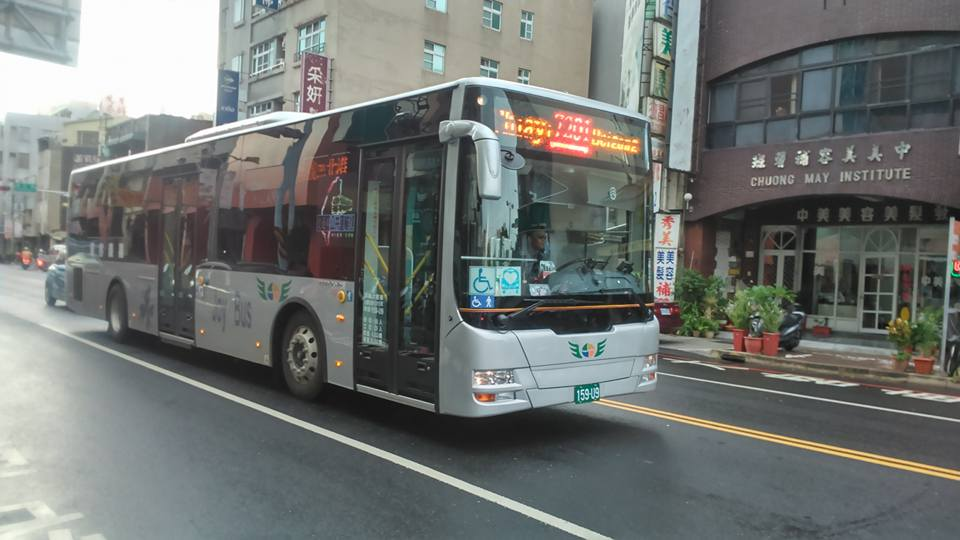
嘉義客運金旅XML6125低底盤公車，主要行駛北港至嘉義時刻表7201北港至嘉義（經月眉）、7202(經民雄)嘉義北港線、7235高鐵北港線，北港地區(雲林海線)路線也配有部分班次；車輛本身底盤低、可升降、免爬樓梯，便利行動不便的旅客往返嘉義市、高鐵站、六腳、新港、麻魚寮及北港地區

- 【7201】、【7202】(部分低底盤無障礙公車行駛)
  - 往嘉義方向每日60班次（7201經由新港月眉潭、7202經由民雄）
- 【7219】
  - 往土庫方向每日1班次
- 【7220】
  - 往東勢厝方向每日4班次
- 【7221】
  - 往臺西、四湖方向每日12班次
- 【7222】
  - 往水林、口湖方向每日13班次
- 【7223】(部分低底盤無障礙公車行駛)
  - 往水林、金湖方向每日6班次，3三班次駛至台子村
- 【7224】(部分低底盤無障礙公車行駛)
  - 往水林、椬梧方向每日7班次
- 【7231】
  - 往朴子方向每日2班次
- 【7235】北港－高鐵嘉義站(低底盤無障礙公車行駛)

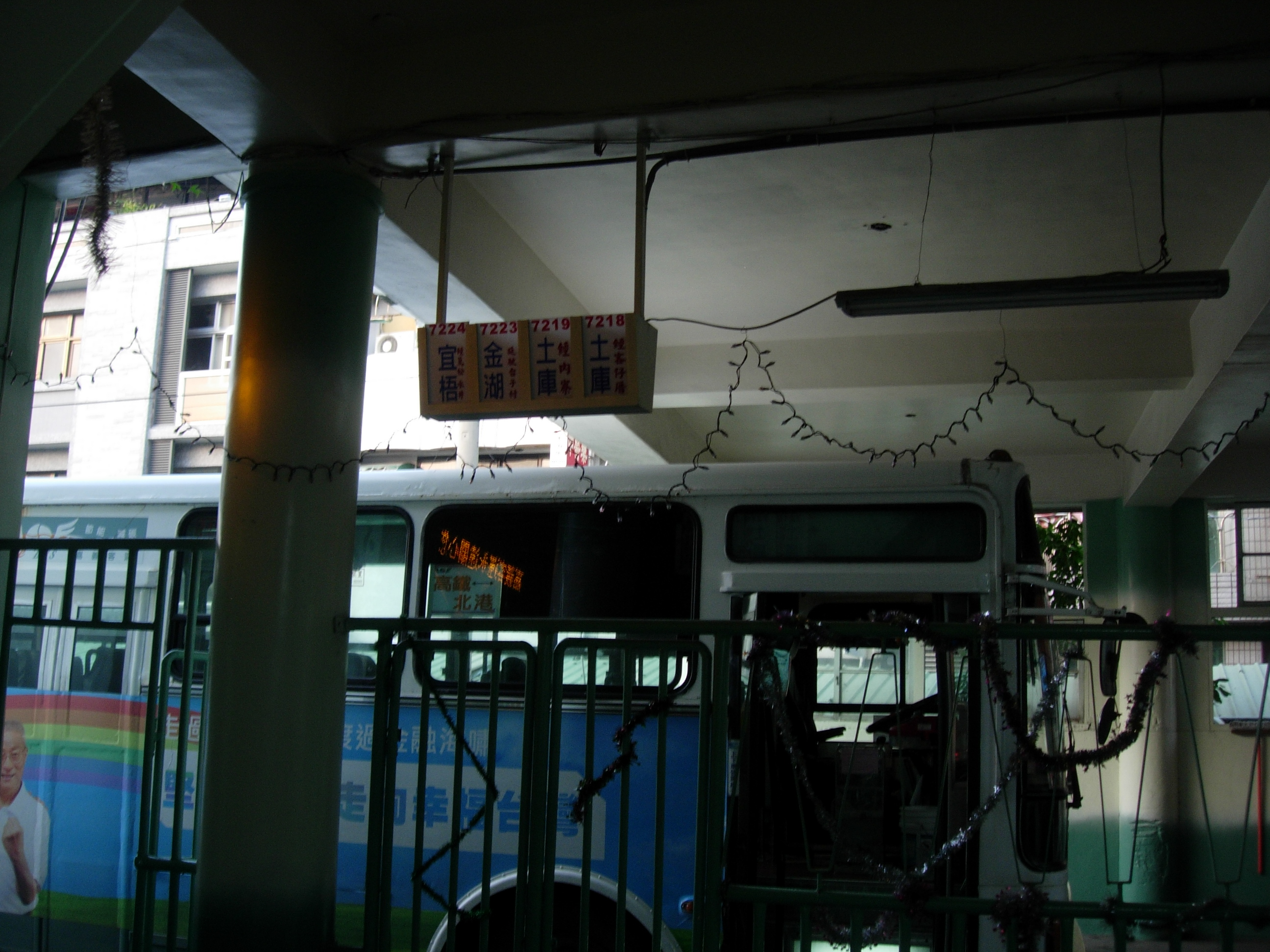
北港站月台

  - 往高鐵嘉義站方向每日10班次

## 車站週邊

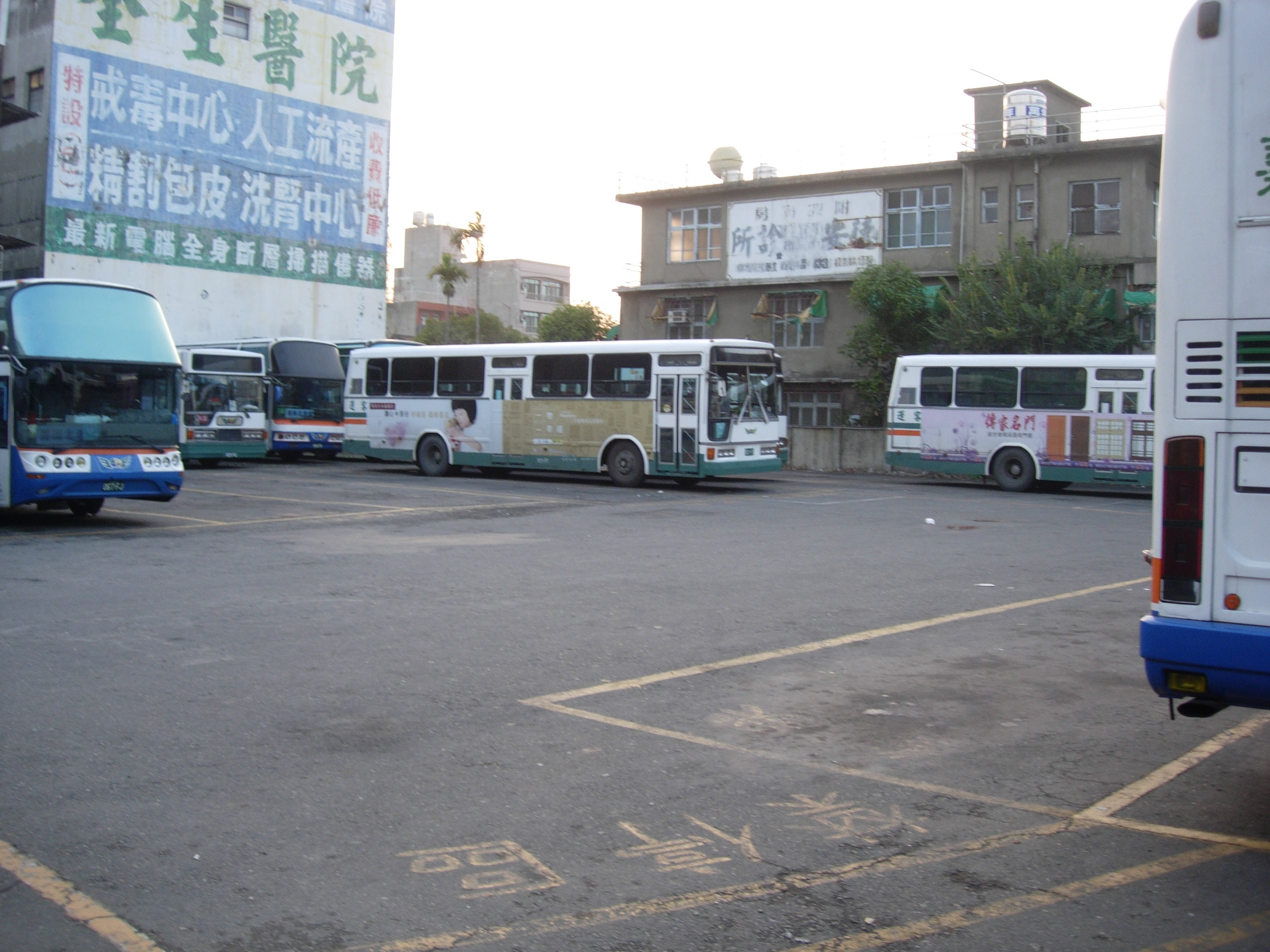
北港站停車場

- 台灣基督長老教會北港教會
- 台西客運北港站
- 北港市區、形象商圈
- 統聯客運北港站
- 日統客運北港站
- 顏思齊紀念碑

## 資料來源
1. ↑  .   [2012-09-17]. （原始内容存档于2020-10-01）.
2. ↑  .   [2012-09-17]. （原始内容存档于2020-12-01）.
3. ↑  .   [2012-09-17]. （原始内容存档于2020-12-01）.